# Macrotrachela bilfingeri
Macrotrachela bilfingeri är en hjuldjursart som först beskrevs av David Bryce 1913.  Macrotrachela bilfingeri ingår i släktet Macrotrachela och familjen Philodinidae. Arten är reproducerande i Sverige. Inga underarter finns listade i Catalogue of Life.